# Ippodromo San Giovanni Teatino
Ippodromo San Giovanni Teatino, även kallad Ippodromo d'Abruzzo, är en travbana i San Giovanni Teatino i provinsen Chieti i Italien, öppnad 1978. Huvudbanans totala längd är 1 000 meter.

## Om banan
Huvudbanan är 1000 meter lång, och har en banbredd på 25 meter. Banans raksträckor har en genomsnittlig dosering på 3%, och en maximal dosering på 12% i kurvorna. På anläggningen finns även en träningsbana som är 860 meter lång, och ligger på insidan om huvudbanan.
Banans stallbacke har 235 boxplatser för hästar, samt en veterinärsklinik. Läktarplatserna rymmer cirka 10 000 åskådare, varav 1 000 sittplatser. Banan är även utrustad med belysning, för travlopp som körs under kvällstid.